# Кишинівське гето

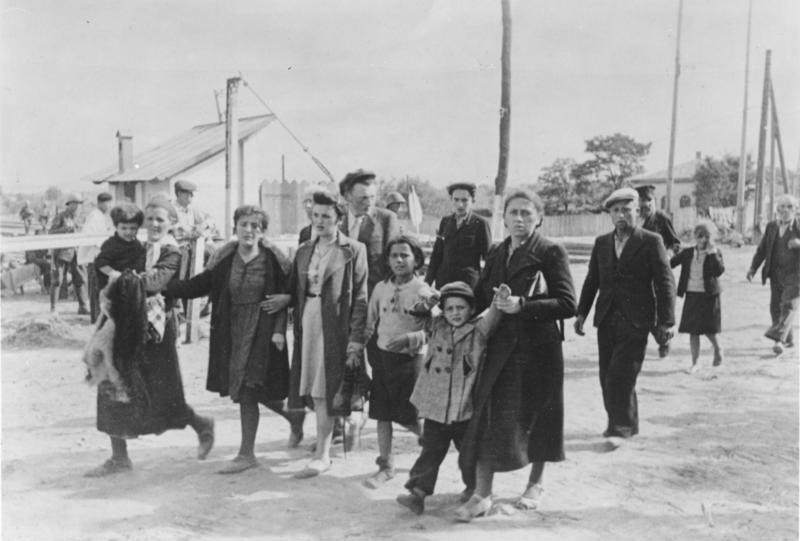
Євреї збираються в гето.

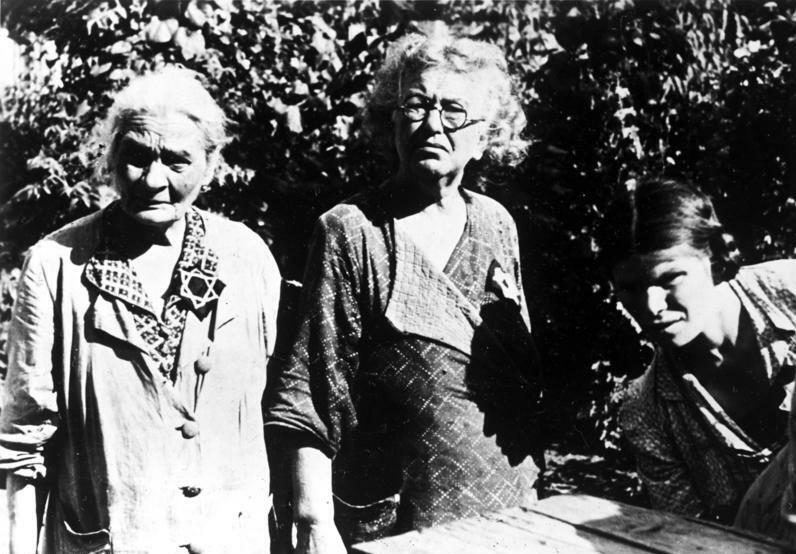
Євреї відзначені шестикутною зіркою, серпень 1941 року

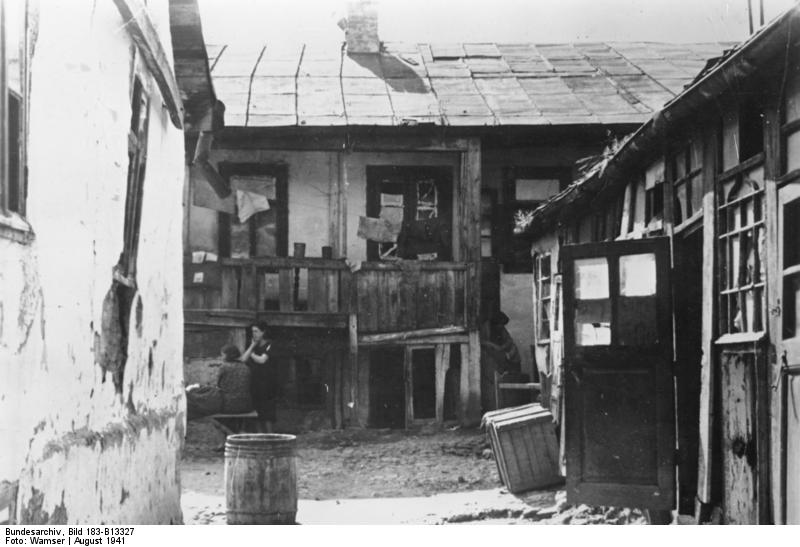
Інтер'єр гето

47°00′00″ пн. ш. 28°50′00″ сх. д. / 47° пн. ш. 28.8333333333° сх. д.
Кишинівське гето — єврейське гето в Кишиневі, створене румунською владою в період окупації міста. Гето створено 25 липня 1941 року по розпорядженню військового губернатора Бессарабії Костянтина Войкулеску (рум. Constantin Voiculescu).

## Євреї в Кишиневі
Згідно з переписом 1930 року, в Кишиневі проживало 50 603 євреї. На момент початку війни точне число єврейських жителів міста невідомо, різні джерела називають цифри від 60 до 80 тисяч.

## Історія

### Створення
Майже всіх, які не встигли евакуюватися, євреїв Кишинева і довколишніх містечок зігнали в найбідніші квартали міста й обнесли район парканом з колючим дротом (довжина 4 км по периметру). За різними оцінками в гето виявилося від 9 до 13 тисяч євреїв. На 11 серпня в гето було 10 578 осіб, потім чисельність ув'язнених збільшилася шляхом переселення євреїв з навколишніх населених пунктів до 11 525 осіб.
Офіційно гето було створено 25 серпня 1941 року наказом румунського коменданта Кишинева. Цю дату називає у своєму рапорті в Берліні штурмбаннфюрер Цапп, командир айнзатцкоманди 11A (айнзатцгруп D).
Особливістю управління цим гето було те, що воно знаходилося в подвійному підпорядкуванні — румунської та німецької комендатур. Крім того, з території гето були виселені місцеві жителі-християни, які отримали спеціальні перепустки на вхід і вихід з гето.
Гето підпорядковувалося військовому командуванню Кишинева, яке очолювали в 1941 році полковник Д. Тудос (18 липня — 1 вересня), генерал Костянтин Панаітіу (1-7 вересня) і полковник Євген Думітреску (7 вересня — 15 листопада).

### Життя в гето
З 5 серпня 1941 для євреїв Кишинева було введено обов'язкове носіння на одязі жовтої зірки.
Був організований юденрат в складі 20 осіб під керівництвом Гутмана Ландо. У гето були створені пекарні, лікарні й аптеки. Всі проживали в гето своїм коштом. У гето існував чорний ринок, якому сприяло наявність будинків прилеглих до гето, проживання в ньому християн з правом вільного виходу і дорога, що проходила через гето в аеропорт.
Існують різні відомості про ставлення окупантів до жителів гето. На першому виступі перед в'язнями військовий комендант полковник Тудос сказав: «Жиди відсьогодні ви — раби великої Румунії. Хто не буде виконувати накази, буде розстріляний…». Однак ряд свідків стверджує, що ставлення охорони і військового командування до в'язнів було гуманним і цивілізованим.

### Опір
В гето існувало організоване підпілля, яке влаштовувало акти саботажу. Були також випадки нападу на німців і румунів. Одним з ініціаторів підпілля в кишинівському гето був комуніст Б. М. Дейч. Він був заарештований і розстріляний.

### Знищення жителів
У жовтні 1941 року почалися депортації кишинівських євреїв до Трансністрії. За даними перепису румунської влади в 1942 році в Кишиневі залишалося всього 100 євреїв, з них 99 — в гето. Коли радянські війська увійшли до Кишинева, тих хто вижили в гето залишилося 6 осіб.

## Пам'ять
В СРСР замовчувався антиєврейський характер геноциду. Так, у книзі «Історія Кишинева, 1466—1966», випущеній до 500-річчя міста, сказано, що «на початку серпня район вулиць Іринопольська — Катеринівська був перетворений в гето. В цей табір фашисти зігнали 25 тисяч осіб, які були приречені на смерть від голоду і хвороб». Про те, що це були євреї, не згадується.
Пам'ятник жертвам гето був встановлений за ініціативою і на кошти Асоціації колишніх в'язнів гето і нацистських концтаборів в 1992 році на території гето (скульптор Наум Епельбаум і заслужений архітектор Молдови Семен Шойхет).